# Ли, Брэндан
Брэндан Ли (англ. Brandun Lee; 25 апреля 1999, Юба-Сити, США) — американский боксёр-профессионал.
«Проспект года» (2021) по версии журнала «Ринг».

## Биография
Родился 25 апреля 1999 года в городе Юба-Сити, штат Калифорния, США. Отец Брэндана кореец, а мать — мексиканка. Своё имя будущий боксёр получил в честь Брэндона Ли, сына Брюса Ли.
В 2025 году получил степень бакалавра в области уголовного правосудия в Калифорнийском государственном Университете в Сан-Бернардино.

## Любительская карьера
Начал заниматься боксом в 6 лет.
Тренером Брэндана является его отец, Бобби Ли.
В январе 2015 года стал чемпионом США среди юношей в полусреднем весе (до 66 кг).

## Профессиональная карьера
В ноябре 2016 года подписал контракт с Кэмероном Данкином (D&D Boxing).
Дебютировал на профессиональном ринге 28 января 2017 года, одержав победу нокаутом в 1-м раунде.
В июне 2024 года подписал контракт с промоутерской компанией «Split-T Management».
В июле 2024 года подписал контракт с промоутерской компанией «Queensberry Promotions».
В 2025 году начал работать с тренером Роберто Гарсией.

## Статистика боёв
В таблице перечислены результаты всех поединков боксёров.
В каждой строке указан результат поединка. Дополнительно номер поединка обозначен цветом, который обозначает итог поединка. Расшифровка обозначений и цветов представлена в нижеследующей таблице.
| Пример | Расшифровка                     |
| ------ | ------------------------------- |
|        | Победа                          |
|        | Ничья                           |
|        | Поражение                       |
|        | Планируемый поединок            |
|        | Поединок признан несостоявшимся |
| КО     | Нокаут                          |
| ТКО    | Технический нокаут              |
| PTS    | Решение судей (по очкам)        |
| UD     | Единогласное решение судей      |
| MD     | Решение большинства судей       |
| SD     | Раздельное решение судей        |
| RTD    | Отказ от продолжения боя        |
| DQ     | Дисквалификация                 |
| NC     | Поединок признан несостоявшимся |

| Бой | Дата             | Соперник                          | Место проведения                                                    | Результат | Примечание                                                             |
| --- | ---------------- | --------------------------------- | ------------------------------------------------------------------- | --------- | ---------------------------------------------------------------------- |
| 30  | 21 июня 2025     | Элиас Дамиан Араухо (22-5)        | Пруденшал-центр, Ньюарк, Нью-Джерси, США                            | UD8 (8)   | Счёт: 80-72 (все).                                                     |
| 29  | 27 июля 2024     | Хуан Анакона (11-0)               | O2 Арена, Лондон, Англия, Великобритания                            | PTS8 (8)  | Счёт: 78-74.                                                           |
| 28  | 8 апреля 2023    | Педро Кампа (34-2-1)              | Дигнити Хелс Спортс Парк, Карсон, Калифорния, США                   | UD10 (10) | Счёт: 97-93, 99-91, 98-92.                                             |
| 27  | 7 января 2023    | Диего Гонсало Луке (21-10-2)      | Кэпитал Уан-арена, Вашингтон, США                                   | TKO4 (8)  |                                                                        |
| 26  | 20 августа 2022  | Уилл Мадера (17-1-3)              | Hard Rock Live, Холливуд, Флорида, США                              | UD10 (10) | Счёт: 98-91 (все). Ли в нокдауне в 3-м раунде.                         |
| 25  | 16 апреля 2022   | Зачари Очоа (21-2)                | Эй-ти-энд-ти Стэдиум, Арлингтон, Техас, США                         | UD10 (10) | Счёт: 98-92 и 99-91 (дважды).                                          |
| 24  | 11 декабря 2021  | Хуан Эральдес (16-1-1)            | Дигнити Хелс Спортс Парк, Карсон, Калифорния, США                   | KO7 (10)  |                                                                        |
| 23  | 14 августа 2021  | Эсекиль Виктор Фернандес (28-4-1) | Дигнити Хелс Спортс Парк, Карсон, Калифорния, США                   | KO1 (8)   | Фернандес три раза в нокдауне.                                         |
| 22  | 10 марта 2021    | Сэмюэл Тиа (17-3-1)               | Мохеган-сан-арена, Анкасвилл, Коннектикут, США                      | KO3 (10)  | Завоевал вакантный титул IBO Inter-Continental в 1-м полусреднем весе. |
| 21  | 19 декабря 2020  | Дакота Лингер (12-4-2)            | Мохеган-сан-арена, Анкасвилл, Коннектикут, США                      | TKO3 (10) |                                                                        |
| 20  | 7 октября 2020   | Джимми Уильямс (16-3-2)           | Мохеган-сан-арена, Анкасвилл, Коннектикут, США                      | KO1 (8)   | Уильямс три раза в нокдауне.                                           |
| 19  | 13 марта 2020    | Камило Прието (15-2)              | Grand Casino, Хинкли, Миннесота, США                                | TKO3 (10) |                                                                        |
| 18  | 17 января 2020   | Мигель Самудио (44-15-1)          | WinnaVegas Casino & Resort, Слоан, Айова, США                       | TKO1 (6)  |                                                                        |
| 17  | 20 сентября 2019 | Милтон Араус (10-1-1)             | La Hacienda Event Center, Мидленд, Техас, США                       | KO2 (8)   |                                                                        |
| 16  | 23 августа 2019  | Франсиско Медель (13-20)          | Central Park Community Center, Брокен-Арроу, Оклахома, США          | TKO1 (6)  | Медель два раза в нокдауне.                                            |
| 15  | 29 июня 2019     | Дарио Медина Талавера (3-40-4)    | Bosque de la Ciudad, Сан-Луис-Рио-Колорадо, Сонора, Мексика         | TKO1 (4)  |                                                                        |
| 14  | 27 апреля 2019   | Серхио Муро Рубио (0-5-1)         | Gimnasio Municipal, Сан-Луис-Рио-Колорадо, Сонора, Мексика          | TKO1 (4)  |                                                                        |
| 13  | 9 февраля 2019   | Луис Куэто Эрнандес (1-14)        | Gimnasio Municipal, Сан-Луис-Рио-Колорадо, Сонора, Мексика          | TKO1 (4)  |                                                                        |
| 12  | 29 сентября 2018 | Пабло Батрес (9-15-1)             | Arabia Shrine Center, Хьюстон, Техас, США                           | KO1 (6)   |                                                                        |
| 11  | 2 сентября 2018  | Хорхе Луис Мунгия (13-13)         | Mountaineer Casino Ballroom, Нью-Камберленд, Западная Виргиния, США | TKO1 (6)  |                                                                        |
| 10  | 22 июня 2018     | Рей Трухильо (1-5-3)              | Humble Civic Center, Амбел, Техас, США                              | KO2 (4)   |                                                                        |
| 9   | 19 мая 2018      | Стефон Макинтайр (3-40-4)         | Davenport RiverCenter, Давенпорт, Айова, США                        | UD4 (4)   | Счёт: 40-35 (все).                                                     |
| 8   | 23 февраля 2018  | Мэтт Мёрфи (3-21-3)               | Derby Park Expo, Луисвилл, Кентукки, США                            | RTD3 (4)  |                                                                        |
| 7   | 15 декабря 2017  | Кевин Марио Купер (1-12)          | Riverside Epicenter, Остелл, Джорджия, США                          | TKO1 (4)  |                                                                        |
| 6   | 23 сентября 2017 | Энтони Кроудер (1-8)              | National Guard Armory, Хаммонд, Индиана, США                        | KO1 (4)   |                                                                        |
| 5   | 12 августа 2017  | Рой Гарсия (4-24-1)               | Howard Theatre, Вашингтон, США                                      | TKO2 (4)  |                                                                        |
| 4   | 29 июля 2017     | Доновейн Баттл (дебют)            | CenterStage@NoDa, Шарлотт, Северная Каролина, США                   | UD4 (4)   | Счёт: 40-36 и 40-35 (дважды).                                          |
| 3   | 1 июня 2017      | Джек Грейди (0-5-1)               | Camelback Resort, Скотсдейл, Аризона, США                           | TKO3 (4)  |                                                                        |
| 2   | 31 марта 2017    | Сет Баслер (дебют)                | 2300 Arena, Филадельфия, Пенсильвания, США                          | TKO1 (4)  |                                                                        |
| 1   | 28 января 2017   | Кристофер Джонсон (0-3)           | 2300 Arena, Филадельфия, Пенсильвания, США                          | KO1 (4)   |                                                                        |
| Бой | Дата             | Соперник                          | Место проведения                                                    | Результат | Примечание                                                             |

## Титулы и достижения

### Любительские
- 2015  Чемпион США среди юношей в полусреднем весе (до 66 кг).

### Профессиональные
- Титул IBO Inter-Continental в 1-м полусреднем весе (2021—2022).